# A Hold hegyei
A Hold hegyei (vagy Montes Lunae) kifejezés Közép-Afrika egyik hegyvonulatának neve, melyet az ókortól kezdve sokáig a Nílus forrásvidékének tartottak, melynek tényleges helye azonban mind a mai napig bizonytalan.

## Ókori tanúbizonyságok
Az ókori világ mindig is kíváncsi volt a Nílus folyó eredetére. Különösen érdekelte ez a kérdés a görög földrajztudósokat, akiknek Afrikáról származó ismeretei elsősorban az egyiptomiakkal való kapcsolatukból származtak. A Nílus folyásán felfelé vezetett expedícióik azonban mind sikertelenül tértek haza.
Végül is egy kereskedő, Diogenész volt az, aki elmondása szerint a kelet-afrikai Rhaptából a kontinens belseje felé indulva, huszonöt napi utazás után megtalálta a Nílus forrását. Beszámolója szerint a folyó egy több hegyből álló hatalmas hegyvonulatban eredt, ahonnan több, nagy tavon folyt keresztül. Leírása szerint a helyiek a hegyvonulatot „a Hold hegyeinek” nevezték, a hegycsúcsokon látható hósapka miatt.
Ezeket a beszámolókat igaznak fogadta el Ptolemaiosz valamint más görög és római földrajztudósok, akik térképeiken is megjelölték a hegység helyét. Hipparkhosz i.e. 100 körül készült térképén a Nílus az Egyenlítőtől északra fekvő három nagy tóból ered, Ptolemaiosz térképe i. sz. 150 körül a tavakat az Egyenlítőtől délre tünteti fel (érdemes észrevenni, hogy mennyire közel jártak az ókori tudósok az igazsághoz). A későbbi arab földrajztudósok, akik náluk sokkal több ismerettel rendelkeztek Afrikáról, szintén elfogadták a beszámolót és térképeiken a Ptolemaiosz által megadott helyen tüntették fel a hegységet.
Úgy tűnik, hogy a hegységről beszámoló felfedezők egyike sem látta valójában, saját szemével a Nílus forrását. Ezt tükrözik a Hold hegyeihez kapcsolódó, titokzatos királyságokról, különleges vadállatokról, sűrű ködről szóló legendák.

## Mai elméletek
Az európaiak csak a tizenkilencedik században, a gyarmati korszakban folytatták a Nílus forrásának kutatását. James Grant és John Speke 1862-ben felfedezte, hogy a forrás nem elsősorban a hegyekben, hanem inkább az Afrikai Nagy Tavak területén keresendő. 1889-ben Henry Morton Stanley végül is rátalált a hófödte csúcsokra, melyekre talán ráillett Diogenész leírása (a hegység sokáig elkerülte az európai utazók figyelmét, mivel nagyon gyakran ködbe burkolózott). 1885. április 1-jén térképére berajzolja a hegység pontos helyét, és a hegységnek napjainkban is ismert nevét, a Rwenzori-hegység nevet adta, mely a helyiek nyelvén „esőcsinálót” jelentett. A hegységben csupán a Nílus vizének kis része ered.
Sok mai kutató kételyeit fejezi ki, hogy ez a hegység lenne a Diogenész által leírt, „a Hold hegyei” néven ismert hegylánc, sőt egyesek véleménye szerint az egész történet csak kitaláció. G. W. B. Huntingford 1840-ben azt vetette fel, hogy a Hold hegyei esetleg a Kilimandzsáró-heggyel azonosak. Őt később J. Olver Thompson 1948-ban kiadott, History of Ancient Geography (Az ókori földrajztudomány története) című könyvében kigúnyolta. Huntingford később megjegyezte, hogy elméletével nem volt egyedül: Sir Harry Johnston 1911-ben és Dr. Gervase Mathew 1963-ban ugyanerre a következtetésre jutott. O. G. S. Crawford a hegységet Etiópia Amhara körzetének Abuna Yosef hegyével azonosította.

## Filmen
A Hold hegyei (Mountains of the Moon) című, 1990-ben készült mozifilmnek, melynek főszereplője Patrick Bergin volt Sir Richard Francis Burton szerepében, a Burton-Speke vita áll középpontjában.